# سلز (داکوتای شمالی)
سلز(به انگلیسی: Selz) شهری در ایالت داکوتای شمالی کشور ایالات متحده آمریکا است که جمعیت آن در سرشماری سال ۲۰۱۰ میلادی، ۴۶ نفر بوده‌است.